# Bertrand Vili
Pour les articles homonymes, voir Vili.
Bertrand Vili, né le 6 septembre 1983 à Nouméa, est un lanceur de disque français. Il est l'ancien mari de la lanceuse de poids néo-zélandaise Valerie Vili (divorce en 2010).
Son record au lancer de disque est de 63,66 m (le 27 mars 2009 à Wellington).

## Palmarès

### Championnats du monde d'athlétisme
- Championnats du monde d'athlétisme de 2009 à Berlin ( Allemagne)
  - Éliminé en qualifications au lancer du disque (11e du groupe A avec 60,68 m)

### Championnats de France d'athlétisme
- Championnats de France d'athlétisme de 2007 à Niort ( France)
  -  Médaille d'or au lancer du disque (61,05 m)
- Championnats de France d'athlétisme de 2008 à Albi ( France)
  -  Médaille d'or au lancer du disque (60,60 m)
- Championnats de France d'athlétisme de 2009 à Angers ( France)
  -  Médaille d'or au lancer du disque (61,14 m)

### Coupe européenne d'hiver des lancers
- 6e Coupe européenne d'hiver des lancers à Tel Aviv (mars 2006)
  - 3e du lancer du disque (58,75 m)

## Records
- Lancer du poids : 17,81 m à Auckland le 2 mars 2002
- Lancer du disque : 63,66 m à Wellington le 27 mars 2007